# 1796 في المملكة المتحدة
فيما يلي قوائم الأحداث التي وقعت خلال عام 1796 في المملكة المتحدة.

## سياسة

### تعيين في المنصب
- 1 يناير – سبنسر برسيفال نائب في البرلمان [الإنجليزية]‏.

## ظهور
- 1 يناير – كبرياء وتحامل رواية من تأليف جاين أوستن.

## مواليد

### يناير
- 7 يناير – شارلوت، أميرة ويلز

### فبراير
- 6 فبراير – جون ستيفنز هنسلو

### يونيو
- 10 يونيو – تشارلز فيتزروي

### يوليو
- 6 يوليو – روبرت وايت

### أكتوبر
- 24 أكتوبر – ديفيد روبرتس رسام من المملكة المتحدة.

## وفيات

### فبراير
- 17 فبراير – جيمس ماكفيرسن (مواليد 1736)

### يوليو
- 21 يوليو – روبرت برنز (مواليد 1759)

### أغسطس
- 31 أغسطس – جون مكينلي (مواليد 1721) سياسي أمريكي.

### أكتوبر
- 7 أكتوبر – توماس ريد (مواليد 1710)